# Колораду-ду-Уэсти (микрорегион)

Колораду-ду-Уэсти на карте.

Колораду-ду-Уэсти (порт. Microrregião de Colorado do Oeste) — микрорегион в Бразилии. Входит в штат Рондония. Составная часть мезорегиона Восток штата Рондония. Население составляет 53 031 человек на 2010 год. Занимает площадь 14 623,766 км². Плотность населения — 3,63 чел./км².

## Демография
Согласно сведениям, собранным в ходе переписи 2010 г. Национальным институтом географии и статистики (IBGE), население микрорегиона составляет:
| Полное население                             | Полное население                             | Полное население                             | Полное население                             | 53 031 |
| -------------------------------------------- | -------------------------------------------- | -------------------------------------------- | -------------------------------------------- | ------ |
| в том числе:                                 | Городское население                          | 34 651                                       | Процент городского населения, %              | 65,34  |
|                                              | Сельское население                           | 18 380                                       | Процент сельского населения, %               | 34,66  |
|                                              | Мужское население                            | 27 076                                       | Процент мужского населения, %                | 51,06  |
|                                              | Женское население                            | 25 955                                       | Процент женского населения, %                | 48,94  |
| Плотность населения, чел/км²                 | Плотность населения, чел/км²                 | Плотность населения, чел/км²                 | Плотность населения, чел/км²                 | 3,63   |
| Население микрорегиона в % к населению штата | Население микрорегиона в % к населению штата | Население микрорегиона в % к населению штата | Население микрорегиона в % к населению штата | 3,39   |

## Состав микрорегиона
В составе микрорегиона включены следующие муниципалитеты:
1. Кабиши
2. Сережейрас
3. Колораду-ду-Уэсти
4. Корумбиара
5. Пиментейрас-ду-Уэсти